# Ross Spano
Vincent Ross Spano (Tampa, 16 luglio 1966) è un politico statunitense, membro della Camera dei Rappresentanti per lo stato della Florida dal 2019 al 2021.

## Biografia
Nato a Tampa, dopo aver frequentato l'Università della Florida Meridionale Spano si laureò in giurisprudenza all'Università statale della Florida e divenne avvocato.
Politicamente attivo con il Partito Repubblicano, nel 2012 venne eletto all'interno della Camera dei rappresentanti della Florida, la camera bassa della legislatura statale, dove restò per sei anni.
Nel 2018 si candidò alla Camera dei Rappresentanti per il seggio lasciato dal compagno di partito Dennis Ross e risultò eletto di misura, sconfiggendo l'avversaria democratica. Due anni dopo, ricandidatosi per un secondo mandato, fu sconfitto nelle primarie repubblicane da Scott Franklin, dopo essere stato oggetto di indagini su presunte irregolarità finanziarie.